# Richard Brunck de Freundeck
Pour les articles homonymes, voir Brunck.
Cet article possède un paronyme, voir Richard Brunck.
Richard Brunck de Freundeck, né à Paris le 4 juillet 1899 et mort à Paris le 14 décembre 1949, est un graveur français d'origine alsacienne, illustrateur de nombreuses œuvres du patrimoine littéraire mondial.

## Biographie et œuvre

### Enfance et formation (1899-1925): l'enracinement
C’est le 4 juillet 1899 que Marie Charles Eusèbe Richard Brunck, selon l’état-civil, naît à Paris, où son père Joseph Brunck (1854-1926) est fonctionnaire à l’administration centrale des Finances ; sa mère, Joséphine Burguburu-Bucherer (1869-1940), d'origine basque et alsacienne, appartient à une famille de notables strasbourgeois.

Sa famille est établie en Alsace depuis le XIVe siècle, et compte nombre de bourgmestres (Sélestat, Colmar, Strasbourg), baillis, savants (tel le philologue et helléniste académicien au XVIIIe siècle Richard Brunck dont il porte le prénom), hommes d’Église (un chanoine de la cathédrale de Strasbourg et légat du Pape, etc.).

Son arrière-grand-père, magistrat et conseiller à la cour royale de Colmar, préside le conseil général du Haut-Rhin en 1831-1832, tandis que son grand-père Eusèbe, époux de Louise Salvini de Sonnenthal et inspecteur général des forêts, est membre du conseil municipal de Colmar de 1858 à 1871. Il ajoute « de Freundeck » au patronyme « Brunck », selon l'usage d'une branche de la famille.
C’est à Gueberschwihr, village du vignoble appelé « le berceau de la famille » et dont le clocher roman apparaîtra maintes fois dans ses paysages, que le graveur, enfant, séjourne à l’occasion de ses vacances au château des Brunck de Freundeck – l’autre destination de villégiature alsacienne de ses parents étant Thannenkirch et ses forêts vosgiennes.  

Du Collège Stanislas à l’École nationale des beaux-arts (où, élève de Charles Waltner, spécialiste de Rembrandt, il est 1er logiste pour le grand Prix de Rome en gravure en taille douce en 1922 et 1924, et remporte le Prix Chenavard en cette même année et Duffer en 1925), son goût et ses dons manifestes dès l’enfance pour le dessin déterminent le choix de sa carrière.

### L'essor: sous le signe de Dürer, Schöngauer, Grünewald, Rembrandt
Après l’illustration du conte de Gustave Flaubert, La Légende de saint Julien l’Hospitalier (1926) et du poème L’Aigle du Casque tiré de La Légende des siècles de Victor Hugo (1928), il crée La Tétralogie du mal qui s’ouvre sur Les Sept Péchés capitaux (1930), œuvre-phare de sa jeunesse.

En 1929, il se lie d’amitié avec Robert Heitz, qui se définira comme son « frère intellectuel ». Ce dernier écrit alors dans La Vie en Alsace : « L'art de Brunck, tout chargé d'idées et de symboles, exige une perfection technique absolue ».

Le Mont Sainte-Odile (1932) et La Cathédrale de Strasbourg (1934), d’après les poèmes des Frères Matthis, et imprimés par La Vie en Alsace (Éditions des Dernières Nouvelles de Strasbourg), témoignent de son enracinement. L’audace des perspectives évoque aussi bien Le Piranèse qu'elle annonce les techniques modernes de la photographie.
De la même époque date une série de portraits baudelairiens et de paysages. L'artiste ne décrira-t-il pas « son romantisme, plus passager que réel » comme « une véritable maladie de croissance au sens intellectuel du mot » ?

### L'éblouissement des pays méditerranéens
Sa découverte de la Grèce antique, de l’Italie et de l’Asie Mineure à partir de 1933, se traduit avec force dans ses illustrations du patrimoine littéraire : Le Second Faust de Goethe (1936) où l'on retrouve la technique du sfumato ; Phèdre de Racine (préfacée par Paul Valéry, 1942), monumentale ; puis  L’Odyssée d’Homère (1946) et l’Agamemnon d’Eschyle (1947), où éclatent la puissance et la violence de la tragédie antique, en une approche encore plus exigeante de sa technique de la gravure : « l’effet mosaïque ».

### Vers la lumière de la Vita Nova
La recherche de l’absolu de Richard Brunck de Freundeck, dont témoignent ses dessins pour Le Château intérieur de Thérèse d’Avila (1937), se poursuit dans ses gravures pour Le Porche du Mystère de la Deuxième Vertu de Péguy (1944), mais aussi à travers ses dessins abstraits pour les Isha Upanishad de Shri Aurobindo (1948), ses essais sur l’art : Les Rythmes du silence (1942), Grünewald ou le paradoxe (1947) et ses poèmes : La Maison des morts (1945), La Cathédrale de Strasbourg, Couros, Le Taennchel, (1947), Le Livre d’heures inspiré de Rilke, Le Tao (1949).

### Les dernières années (1938-1949): «Anne-Marie»
Il rencontre Anne-Marie Courtois (1912-1991), artiste-peintre, qui passa son enfance à Sumatra. Mais survient la mobilisation en 1939. Réfugié à Marmande après la débâcle de 1940, il y compose une œuvre-charnière : Le Livre d’heures du créateur d’images où il analyse le processus complexe de la création artistique à la manière de Léonard de Vinci. En 1941, il y épouse Anne-Marie. Retour à Paris où le couple réside rue Sophie-Germain. À la fin de la guerre, la santé du graveur déjà fragile s'étant altérée, ils rejoignent chaque fois que possible leur résidence de Thannenkirch et effectuent de brefs séjours à Strasbourg, à l'occasion d'expositions en particulier.
Sans avoir eu le temps d’aborder la commande d’Henry de Montherlant (« Vous êtes fait pour mon Santiago, je le sais comme vous le savez », Lettre de 1946), ou Dialogue pour Lanza del Vasto, c’est juste avant d’avoir achevé la Vita nova de Dante, où son art atteint la pureté de la taille du diamant, qu’il succombe le 14 décembre 1949 à une crise cardiaque à Paris, âgé de 50 ans seulement.

## Principales œuvres
Ses créations sont conservées dans la collection des livres rares de la Bibliothèque nationale, de la Bibliothèque des Dominicains de Colmar et au Musée d'art moderne et contemporain de Strasbourg.
Le Musée d'art moderne et contemporain de Strasbourg (MAMCS) recueillit à son ouverture en 1998, l’ensemble des collections du XXe siècle du Cabinet des estampes du Palais des Rohan, dont faisait partie l’importante donation faite par la veuve de l’artiste en 1975, suivie d’une exposition fin 1980, organisée avec Robert Heitz. Sauf indication autre, il s’agit d’eaux-fortes. Cette liste n'est pas exhaustive :

### Dessins inédits
- 1926. - La Légende de saint Julien l'Hospitalier (de Gustave Flaubert), manuscrit inédit en écriture gothique illustré de dessins à la gouache conservé au (Musée d'art moderne et contemporain de Strasbourg (MAMCS) ;
- 1928-1929. - Dessins préparatoires inédits pour La Tétralogie du mal, composée des Sept Péchés capitaux et des Suites : Délire, Hérésie, Miséricorde divine (Seuls « Les Sept Péchés capitaux » seront gravés (9 eaux-fortes) et édités), conservés au MAMCS;
- 1931-1934. - Portraits baudelairiens et PAysages, non édités, conservés au (Musée d'art moderne et contemporain de Strasbourg (MAMCS).
- 1935. - Les Métamorphoses (d'Ovide), dessins non édités, conservés au (Musée d'art moderne et contemporain de Strasbourg (MAMCS) ;

### Gravures et dessins édités
- 1928. - L'Aigle du casque (de Victor Hugo), Les Bibliophiles comtois, exemplaire conservé à la Bibliothèque (municipale) des Dominicains de Colmar (BDC) ;
- 1929. - Ex-libris pour Alphonse Morgenthaler (professeur de lettres classiques au lycée Fustel-de-Coulanges de Strasbourg), conservés à la BDC.
- 1930. - Les Sept pêchés capitaux, en souscription (auteur) chez Larivière (Paris), conservés à la BDC.
- 1932. - Le Mont Sainte-Odile (d'Adolphe Matthis), édition La Vie en Alsace/DN Strasbourg, conservé à la BDC ;
- 1934. - La Cathédrale de Strasbourg  (d'Albert Matthis), édition La Vie en Alsace/DN Strasbourg, conservé à la BDC ;
- 1936. - Le Second Faust (de Goethe), édité par Aktuaryus Strasbourg/Ateliers photomécaniques Illkirch. Originaux perdus ;
- 1938. - Le Château intérieur (de Thérèse d’Avila), dessins au lavis, non édités, conservés au (Musée d'art moderne et contemporain de Strasbourg (MAMCS) ;
- 1939. - L'abécédaire, dessins, non édités, originaux perdus ;
- 1940. - Le Livre d'heures du créateur d'images, manuscrit illustré, dédié à Anne-Marie Courtois - non édité, conservés au (Musée d'art moderne et contemporain de Strasbourg (MAMCS) ;
- 1942. - Phèdre (de Racine), Les Bibliophiles franco suisses - exemplaire conservé à la BDC ;
- 1944. - Le Porche du Mystère de la deuxième vertu (de Charles Péguy), Les Bibliophiles réunis - exemplaire conservé à la BDC ;
- 1946. - L'Odyssée (d'Homère), Société des Amis du Livre - exemplaire conservé à la BDC ;
- 1947. - Agamemnon (d'Eschyle), commande des Éditions Lallemand - estampes non éditées, conservées à la Bibliothèque des Dominicains de Colmar ;
- 1948. - Isha Upanishad (de Shri Aurobindo). Dessins abstraits, non édités, conservés au (Musée d'art moderne et contemporain de Strasbourg (MAMCS) ;
- 1949. - Vita nova (de Dante), Les Bibliophiles Médecins - publié en 1950, l’imprimeur Quesneville ayant gravé les 3 derniers dessins et les 10 bandeaux - exemplaire à la BDC.

## Expositions
Pour ses contemporains artistes, critiques, journalistes, tels Robert Heitz, Aloyse Andrès, Pierre du Colombier, Arthur Graf, ou encore un Jean Valléry-Radot, conservateur de la Bibliothèque Nationale, Richard Brunck de Freundeck est « le plus grand graveur alsacien depuis Schöngauer. »
À noter, sur la dizaine d'expositions consacrées exclusivement à cet artiste : les rétrospectives du Salon national des indépendants à Paris, en mai 1950 (où une salle entière lui était consacrée), du Cabinet des estampes du Palais des Rohan à Strasbourg (en 1950 et 1980), et la plus importante en nombre d'œuvres, surface et dans la durée (du 13 octobre 2012 au 12 janvier 2013) à la Bibliothèque municipale des Dominicains de Colmar.

## Hommages
Une rue de Strasbourg dans le quartier des XV, porte depuis 1919 le nom d'un ancêtre homonyme.